# Cure Bowl
The Cure Bowl is an annual American college football bowl game that has been played in December of each year since 2015 in Orlando, Florida. It is currently held at FBC Mortgage Stadium, and in the past has been held at Camping World Stadium and Exploria Stadium. The Cure Bowl is so named to promote awareness and research of breast cancer, with proceeds going to the Breast Cancer Research Foundation. The Cure Bowl usually features teams from the American Athletic Conference and the Sun Belt Conference. It is currently sponsored by StaffDNA and is officially known as the StaffDNA Cure Bowl.

## Historia
El partido enfrenta a equipos de la American Athletic Conference (The American) y la Sun Belt Conference. Su primera edición se jugó el 19 de diciembre de 2015, donde se enfrentaron San Jose State Spartans de la Mountain West Conference y Georgia State Panthers de la Sun Belt Conference. La conferencia Mountain West fue invitada al bowl debido a que The American no contaba con equipos elegibles disponibles para jugar el bowl.
En su etapa de planeación originalmente se propuso como sede el Bright House Networks Stadium ubicado en el campus de la UCF. Sin embargo, más tarde se decidió que la sede sería el recién renovado Camping World Stadium en Orlando, junto al Camping World Bowl y el Citrus Bowl como partidos anuales en la misma sede. El bowl se mantuvo en el Camping World Stadium hasta 2018 cuando se mudó al Exploria Stadium en 2019. En 2020 el partido regresa al Camping World Stadium.
El partido fue adquirido por ESPN Events en mayo de 2020. La edición de 2020 entre Liberty y Coastal Carolina fue la primera edición del Cure Bowl que se fue a tiempo extra.

### Patrocinio
Desde la edición inaugural en 2015 hasta 2018 el patrocinador fue AutoNation y era conocido como el AutoNation Cure Bowl. En diciembre de 2019, FBC Mortgage fue el nuevo patrocinador, pasando a llamarse FBC Mortgage Cure Bowl. En diciembre de 2020, FBC Mortgage renovó el parocinio del bowl. En diciembre de 2021 se anunció que Tailgreeter sería el nuevo patrocinador del bowl, ahora conocido como Tailgreeter Cure Bowl.

## Resultados
| Año  | Campeón          | Campeón | Finalista              | Finalista | Asistencia |
| ---- | ---------------- | ------- | ---------------------- | --------- | ---------- |
| 2015 | San Jose State   | 27      | Georgia State          | 16        | 18,536     |
| 2016 | Arkansas State   | 31      | UCF                    | 13        | 27,213     |
| 2017 | Georgia State    | 27      | Western Kentucky       | 17        | 19,585     |
| 2018 | Tulane           | 41      | Louisiana              | 24        | 19,066     |
| 2019 | Liberty          | 23      | Georgia Southern       | 16        | 18,158     |
| 2020 | n.º 23 Liberty   | 37      | n.º 9 Coastal Carolina | 34 (t.e.) | 4488       |
| 2021 | Coastal Carolina | 47      | Northern Illinois      | 41        | 9784       |

- Fuente:[12]

## Apariciones

### Por Equipo
| Equipo           | Apariciones | Record |
| ---------------- | ----------- | ------ |
| Liberty          | 2           | 2–0    |
| Georgia State    | 2           | 1–1    |
| Coastal Carolina | 2           | 1–1    |

Equipos con una sola aparición
- Ganaron: Arkansas State, San Jose State, Tulane
- Perdieron: Georgia Southern, Louisiana, Northern Illinois, UCF, Western Kentucky

### Por Conferencia
| Conferencia    | Record | Record | Record | Record           | Apariciones            | Apariciones |
| Conferencia    | J      | G      | P      | Ganaron          | Perdieron              |             |
| -------------- | ------ | ------ | ------ | ---------------- | ---------------------- | ----------- |
| Sun Belt       | 7      | 3      | 4      | 2016, 2017, 2021 | 2015, 2018, 2019, 2020 |             |
| Independientes | 2      | 2      | 0      | 2019, 2020       |                        |             |
| The American   | 2      | 1      | 1      | 2018             | 2016                   |             |
| Mountain West  | 1      | 1      | 0      | 2015             | —                      |             |
| C-USA          | 1      | 0      | 1      | —                | 2017                   |             |
| MAC            | 1      | 0      | 1      | —                | 2021                   |             |

- Independientes: Liberty (2019, 2020)

## Jugador Más Valioso
| Año  | MVP             | Equipo           | Posición |
| ---- | --------------- | ---------------- | -------- |
| 2015 | Kenny Potter    | San Jose State   | QB       |
| 2016 | Kendall Sanders | Arkansas State   | WR       |
| 2017 | Conner Manning  | Georgia State    | QB       |
| 2018 | Darius Bradwell | Tulane           | RB       |
| 2019 | Jessie Lemonier | Liberty          | DE       |
| 2020 | Malik Willis    | Liberty          | QB       |
| 2021 | Grayson McCall  | Coastal Carolina | QB       |

- Fuente:[13][14]

## Récords
| Equipo                             | Récord vs. Rival                                                                                                  | Año            |
| ---------------------------------- | --- | -------------- |
| Más Puntos Anotados                | 47, Coastal Carolina vs. Northern Illinois                                                                        | 2021           |
| Menos Puntos Permitidos            | 13, UCF vs. Arkansas State                                                                                        | 2016           |
| Mayor victoria                     | 18, Arkansas State vs. UCF                                                                                        | 2016           |
| First downs                        | 29, Northern Illinois vs. Coastal Carolina                                                                        | 2021           |
| Yardas Terrestres                  | 337, Tulane vs. Louisiana                                                                                         | 2015           |
| Yardas Aéreas                      | 351, Western Kentucky vs. Georgia State                                                                           | 2017           |
| Más Puntos Anotados (perdedor)     | 41, Northern Illinois vs. Coastal Carolina                                                                        | 2021           |
| Más Puntos Acumulados              | 88, Coastal Carolina vs. Northern Illinois                                                                        | 2021           |
| Menos Yardas Permitidas            | 223, UCF vs. Arkansas State                                                                                       | 2016           |
| Menos Yardas Terrestres Permitidas | -2, Western Kentucky vs. Georgia State                                                                            | 2017           |
| Menos Yardas Aéreas Permitidas     | 89, San Jose State vs. Georgia State                                                                              | 2015           |
| Individual                         | Nombre, Equipo | Año            |
| Puntos Anotados                    | 24, compartido con: Malik Willis (Liberty) Grayson McCall (Coastal Carolina)                                      | 2020 2021      |
| Touchdowns Aéreos                  | 4, Grayson McCall (Coastal Carolina)                                                                              | 2021           |
| Yardas Terrestres                  | 146, Jay Ducker (Northern Illinois)                                                                               | 2021           |
| Yardas Aéreas                      | 351, Mike White (Western Kentucky)                                                                                | 2017           |
| Yardas Por Recepción               | 178, Jaivon Heiligh (Coastal Carolina)                                                                            | 2020           |
| Touchdowns Terrestres              | 4, Malik Willis (Liberty)                                                                                         | 2020           |
| Recepciones de Touchdown           | 3, Kendall Sanders (Arkansas State)                                                                               | 2016           |
| Tackleadas                         | 14, compartido con: Demeitre Brim (UCF) Silas Kelly (Coastal Carolina)                                            | 2016 2021      |
| Capturas                           | 2, compartido con: Rolland Jones (Arkansas State) Ceridor McKendry (Georgia State) Zachery Harris (Tulane)        | 2016 2017 2018 |
| Intercepciones                     | 1, varios, más reciente: Brayden Matts (Coastal Carolina) Alex Spillum (Coastal Carolina) Javon Scruggs (Liberty) | 2020           |
| Jugadas Largas                     | Record, Nombre, Equipo vs. Rival                                                                                  | Año            |
| Touchdown Terrestre                | 60 yds., Braydon Bennett (Coastal Carolina)                                                                       | 2021           |
| Pase de Touchdown                  | 75 yds., Justice Hansen a Kendall Sanders (Arkansas State)                                                        | 2016           |
| Regreso de Kickoff                 | 41 yds., Trayvon Rudolph (Northern Illinois)                                                                      | 2018           |
| Regreso de Despeje                 | 85 yds., Tyler Ervin (San Jose State)                                                                             | 2015           |
| Regreso de Intercepción            | 63 yds., Bralen Trahan (Louisiana)                                                                                | 2018           |
| Regreso de Fumble                  | 8 yds., Dre Pinckney (Coastal Carolina)                                                                           | 2021           |
| Despeje                            | 70 yds., Wil Lutz (Georgia State)                                                                                 | 2015           |
| Gol de Campo                       | 46 yds., Alex Probert (Liberty)                                                                                   | 2019           |

- Fuente:[15]